# 胡家回族乡
胡家回族乡是中华人民共和国吉林省长春市九台区下辖的一个民族乡。

## 行政区划
胡家回族乡下辖以下村级行政区划单位：
宝山村、二泉村、红石村、稗子村、周家村、小韩村、锣鼓村、葛家村和蜂蜜村。